# Periscepsia ringdahl
Periscepsia ringdahl là một loài ruồi trong họ Tachinidae.